# Добердо-дель-Лаго
Добердо-дель-Лаго (итал. Doberdò del Lago) — коммуна в Италии, располагается в регионе Фриули-Венеция-Джулия, в провинции Гориция.
Население составляет 1465 человек (2008 г.), плотность населения составляет 55 чел./км². Занимает площадь 27 км². Почтовый индекс — 34070. Телефонный код — 0481.
Покровителем коммуны почитается святитель Мартин Турский, празднование 11 ноября.

## Демография
Динамика населения: